# American Samoa nationalpark

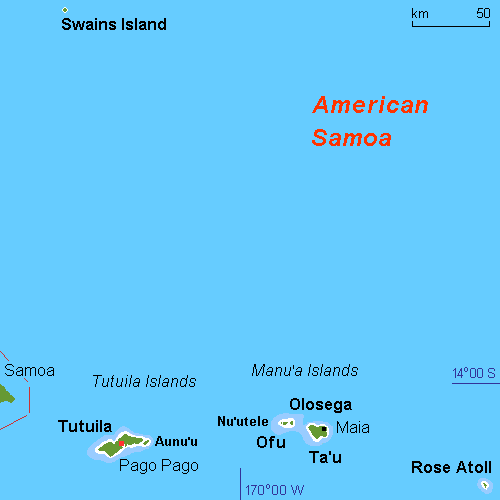
Lägeskarta

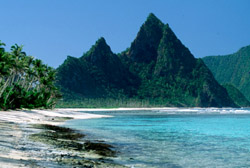
Sydöstra Ofu

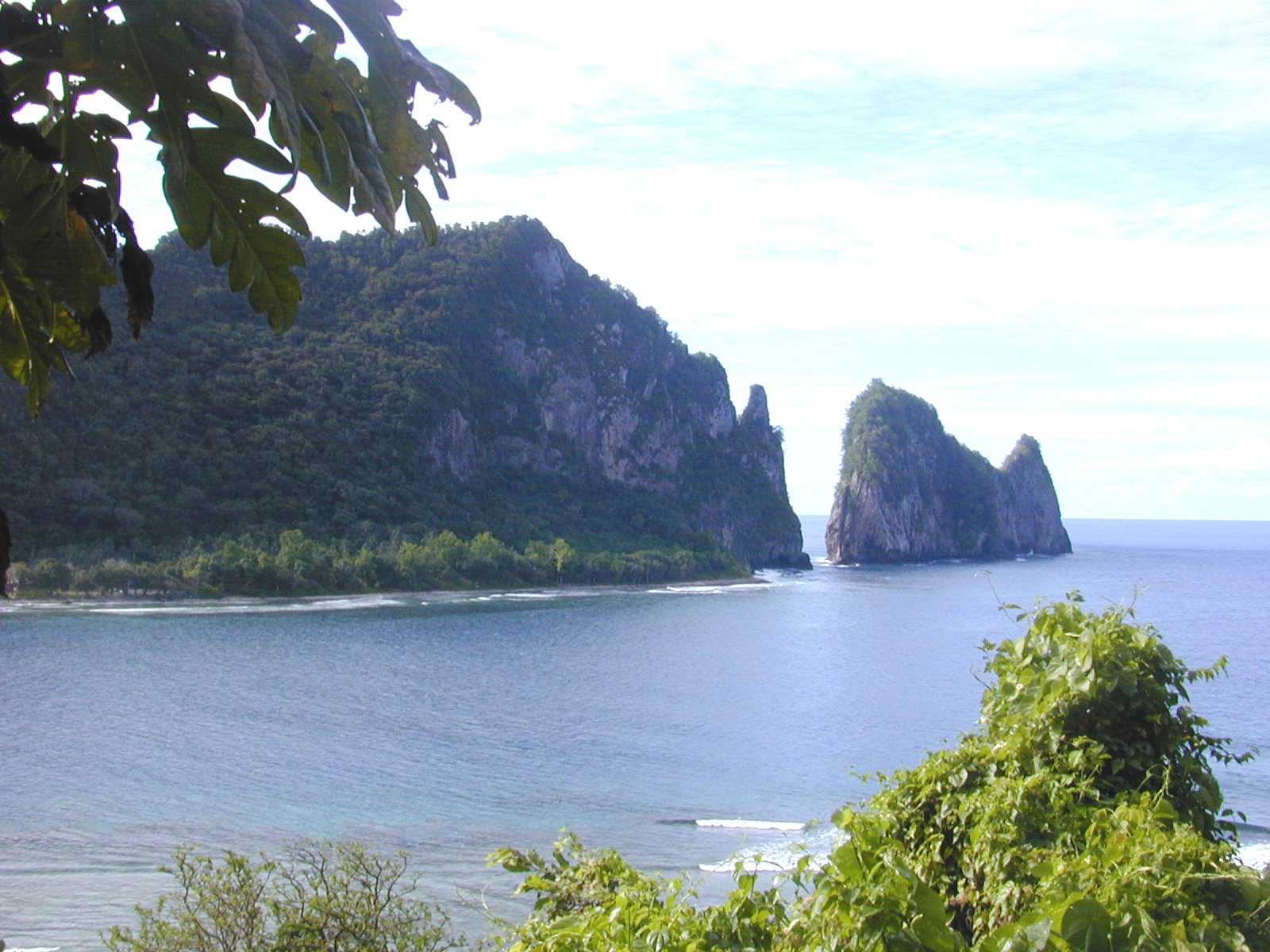
Norra Tutuila med Pola Island (Pola Tai)

American Samoa nationalpark (engelska National Park of American Samoa, samoanska Paka o Amerika Samoa) är en nationalpark som ligger i Amerikanska Samoa i Stilla havet.

## Geografi
Nationalparken har en sammanlagd area på cirka 36,4 km² varav ca 10,1 km² utgörs av havsområden. Parken är inte ett sammanhängande område utan omfattar flera områden spridda över Tutuilaöarna och Manu'aöarna.
Parken innehåller såväl regnskog som korallrev och vita sandstränder och området är skyddad boplats för såväl flyghundar (Pteropodidae) som havssköldpaddor (Cheloniidae) och en art av boaormar (Candoia carinata Paulsoni).
Parken omfattar tre områden fördelade över öarna:
- Tutuila

Parkområdet ligger nära Pago Pago och omfattar öns norra del och sträcker sig längs kusten från Fagasa Bay på öns mellersta del till Vaita Bay och Afono Bay vid den norra spetsen av ön. Även området kring Mount Alava (ca 491 m ö.h.) ingår i parken.
- Ofu

Parkområdet omfattar öns sydöstra del och sträcker sig längs kusten från Fatuana Point i söder till Sunu'itao Peak vid den östra spetsen av ön.
- Ta'u

Parkområdet omfattar öns sydöstra del och täcker även större delen av inlandet. Området sträcker sig längs kusten från Si'ufa'alele Point i söder till Saua Site på den östra kusten av ön. Även området kring Lata Mountain (ca 966 m ö.h. och Amerikanska Samoas högsta berg) ingår i parken.

## Klimat
Tropiskt regnskogsklimat råder i trakten. Årsmedeltemperaturen i trakten är 21 °C. Den varmaste månaden är april, då medeltemperaturen är 22 °C, och den kallaste är oktober, med 18 °C. Genomsnittlig årsnederbörd är 2 716 millimeter. Den regnigaste månaden är december, med i genomsnitt 508 mm nederbörd, och den torraste är september, med 67 mm nederbörd.

## Historia
Nationalparken grundades den 31 oktober 1988 genom ett kongressbeslut av U.S. Congress (USA:s kongress).
Den 9 september 1993 övertog National Park Service (USA:s Nationalparksförvaltning) förvaltningen av parkområdet från de lokala distriktförvaltningarna genom ett arrende på 50 år.